# Charlotte i Laura Tremble
Charlotte i Laura Tremble   () són dues nedadores sincronitzades franceses.

## Carrera
Les bessones van descobrir la natació sincronitzada en una gala i van iniciar aquest esport als sis anys al club Senlis. L’any següent van participar en pràctiques amb Virginie Dedieu, tres vegades campiona del món de la disciplina. Al principi, es van negar a unir-se al Pôle Espoirs de la Federació, cosa que no els va impedir guanyar el Campionat de França als 14 anys el 2013. Als 15 anys, finalment, van integrar l’INSEP per tal de combinar la seva formació formació. El 2016 van obtenir un batxillerat científic amb honors i van cursar un títol de llicenciat en física i química a la Universitat de la Sorbona. A continuació, s'uneixen a l'aeroespacial Universitat Institut polytechnique des sciences avancées (promoció IPSA 2025). Van ser seleccionades per a l'equip francès el 2015 i van participar en els Jocs Europeus per a la seva primera competició sènior.
Al Campionat d’Europa de 2018, les bessones van acabar 7es a la classificació, a només cinc punts del podi. El juliol de 2019, durant el Campionat del Món de Gwangju a Corea del Sud, el duo es va classificar en la vuitena posició i va obtenir la seva entrada per als Jocs Olímpics d'Estiu de 2020 ajornada al 2021 a causa de la pandèmia de COVID-19.
El 2020 van acabar segones en el duo tècnic de l'Open de France.